# Amata orphanaea
Amata orphanaea là một loài bướm đêm thuộc phân họ Arctiinae, họ Erebidae.